# Résurrection (film, 2025)
Pour les articles homonymes, voir Résurrection (homonymie).
Pour plus de détails, voir Fiche technique et Distribution.
Résurrection (chinois simplifié : 狂野时代 ; pinyin : Kuángyě Shídài ; litt. « Les Temps forts ») est un film policier de science-fiction franco-chinois réalisé par Bi Gan et sorti en 2025.
Le film est sélectionné au Festival de Cannes 2025 en compétition officielle, où il reçoit le prix spécial du jury.

## Synopsis
En 2068, une femme subissant une opération du cerveau se réveille dans un monde post-apocalyptique. Enfermée dans un état semi-éveillé onirique, elle trouve le cadavre d'un androïde et lui raconte chaque nuit des récits tirés de l'Histoire de la Chine, provoquant l'éveil progressif de ses sens. Lorsqu'elle a terminé ses récits, elle doit choisir entre retourner dans le monde réel ou rester avec le robot, pour lequel elle commence à développer des sentiments,.

## Fiche technique
Sauf indication contraire, les informations mentionnées dans cette section peuvent être confirmées par les bases de données cinématographiques  présentes dans la section « Liens externes ».
- Titre français : Résurrection[4],[5]
- Titre original : 狂野时代, Kuángyě Shídài[6],[7]
- Réalisation : Bi Gan
- Scénario : Bi Gan
- Musique : M83
- Photographie : Dong Jingsong
- Montage : Bi Gan, Bai Xue
- Décors : Tu Nan
- Effets spéciaux : Liu Strilen
- Production : Shan Zuolong, Yang Lele, Charles Gillibert
- Société de production : Huace Pictures, Dangmai Films, Obluda Films, CG Cinema, Arte France Cinéma
- Société de distribution : Les Films du losange (France)
- Pays de production :  Chine -  France
- Langue originale : mandarin
- Format : couleur
- Genre : film policier de science-fiction
- Durée : 160 minutes
- Date de sortie :	
  - France : 22 mai 2025 (Festival de Cannes)[1] ; 15 octobre 2025 (sortie nationale)[8]

## Distribution
Sauf indication contraire, les informations mentionnées dans cette section peuvent être confirmées par les bases de données cinématographiques  présentes dans la section « Liens externes ».
- Jackson Yee
- Shu Qi
- Mark Chao
- Li Gengxi
- Huang Jue
- Chen Yongzhong

## Production
Le film de Bi Gan, initialement sans titre, est annoncé en 2021, lorsque Huace Pictures signale qu'il produirait sa prochaine œuvre ; Huace avait également financé le film précédent de Bi, Un grand voyage vers la nuit (2018).
Les premières dépêches indiquaient que le tournage commencerait en 2022, mais il est ensuite rapporté que Bi était toujours en train de terminer le scénario en septembre 2023, qu'il intitule Résurrection. Le Chinois Jackson Yee et la Taïwanaise Shu Qi sont cités pour les rôles principaux, et Dong Jingsong est engagé comme chef opérateur, ayant déjà travaillé avec Bi sur Un grand voyage vers la nuit.
Le tournage débute à la mi-mars 2024 et se poursuit jusqu'en septembre, ; il a ensuite repris au quatrième trimestre 2024 et s'est achevé en avril 2025,.
La bande originale est confiée au groupe français M83.

## Exploitation

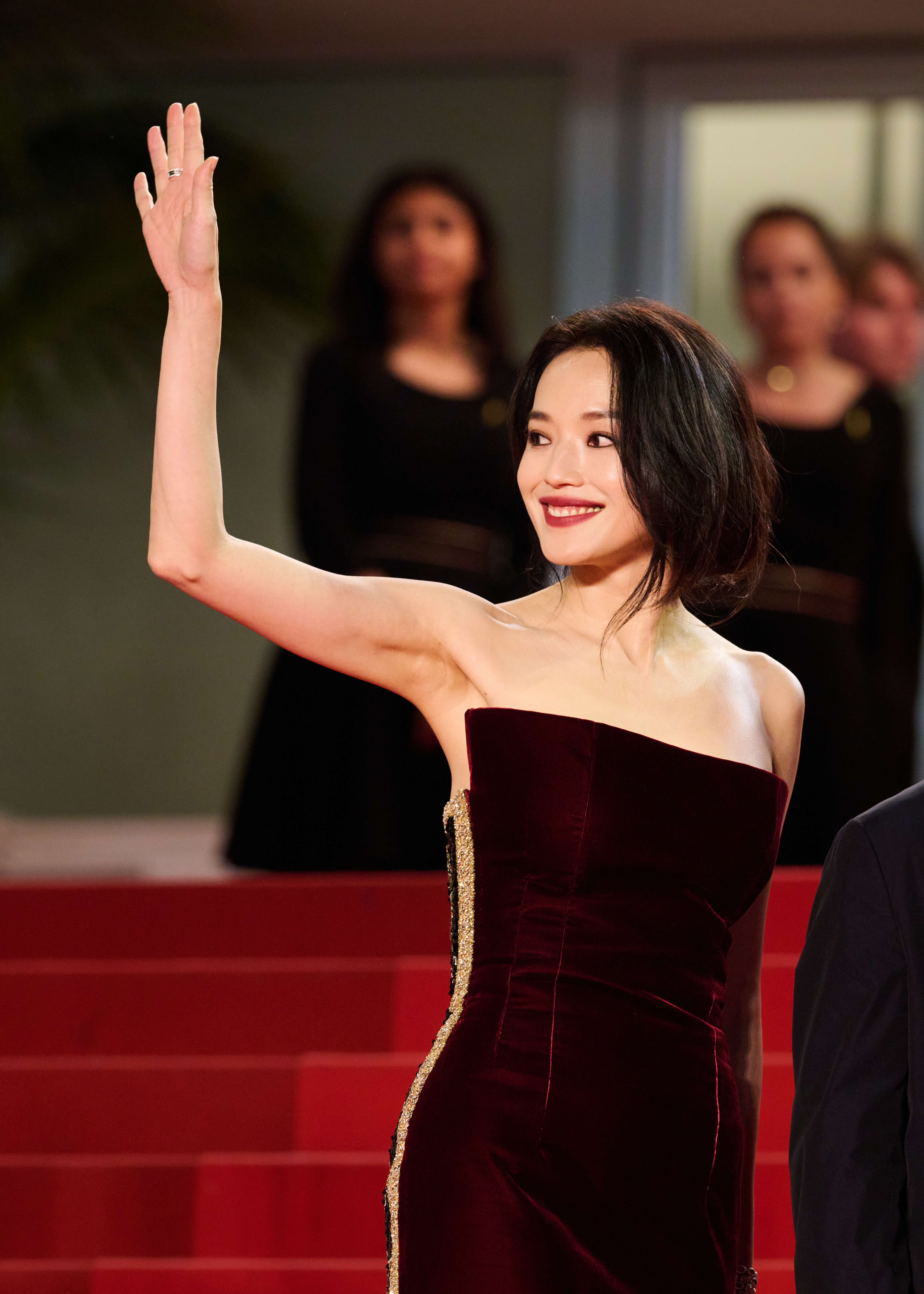
L'actrice Shu Qi lors de la présentation du film au Festival de Cannes 2025

Le 8 mai 2025, soit seulement cinq jours avant l’ouverture de l'événement, il est annoncé que Résurrection serait présenté en compétition au 78e Festival de Cannes le 22 mai 2025,. Son ajout de dernière minute, absent de la sélection officielle dévoilée le 10 avril, est attribué à la fin tardive de sa production et des contraintes liées à la censure chinoise.
Lors d'une conférence de presse en avril 2025, Huace Pictures indique que la date de sortie était prévue pour le second semestre 2025 ou 2026.

## Distinctions
Sauf indication contraire, les informations mentionnées dans cette section peuvent être confirmées par les bases de données cinématographiques  présentes dans la section « Liens externes ».

### Récompense
- Festival de Cannes 2025 : Prix spécial[19]